# Curling-Weltmeisterschaft der Herren 1992

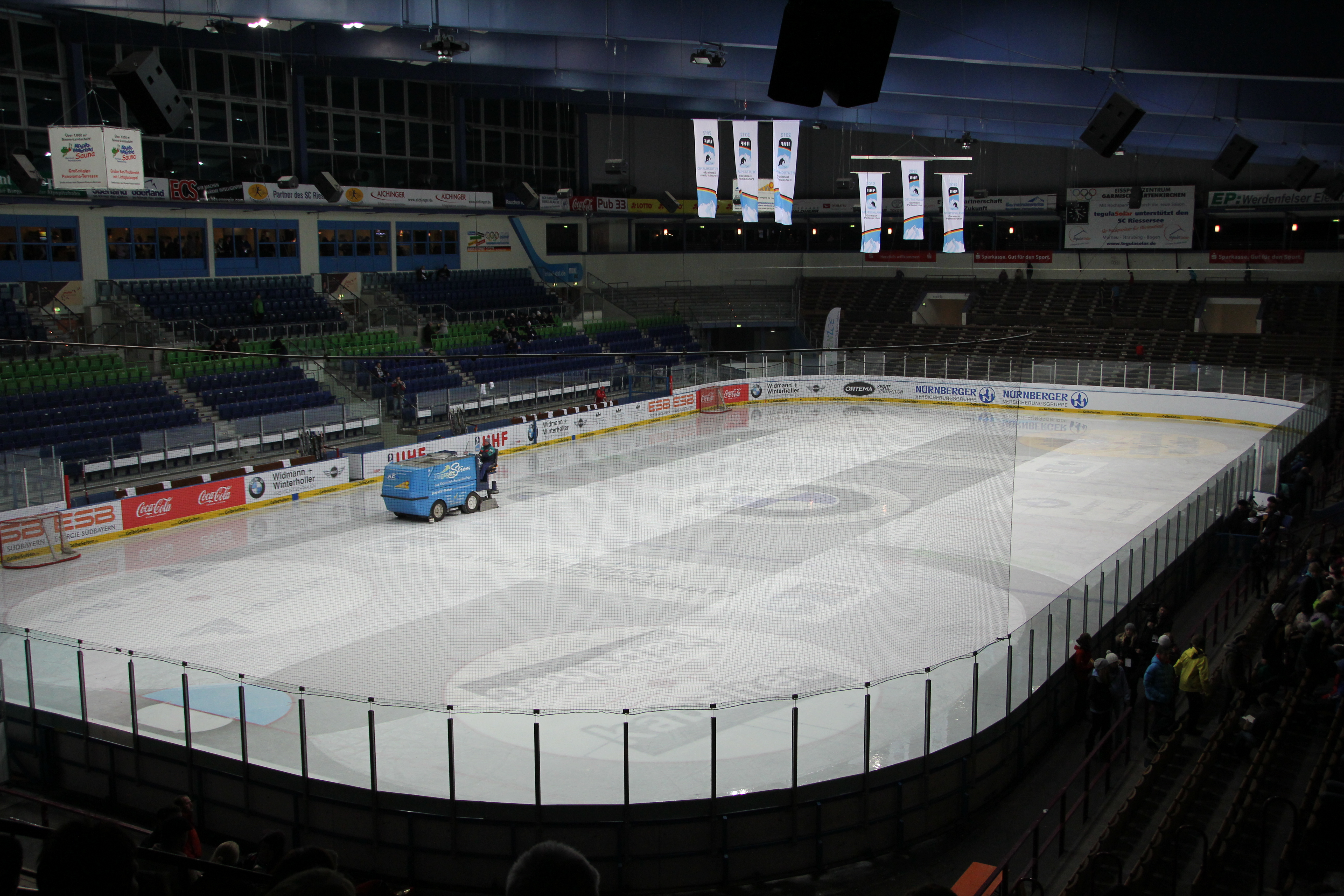
Das Olympia-Eisstadion von Garmisch-Partenkirchen

Die Curling-Weltmeisterschaft der Herren 1992 (offiziell: Canada Safeway World Men’s Curling Championship 1992) war die 34. Austragung (inklusive Scotch Cup) der Welttitelkämpfe im Curling der Herren. Sie wurde vom 28. März bis 5. April des Jahres in Garmisch-Partenkirchen im Olympia-Eisstadion veranstaltet. 
Die Curling-Weltmeisterschaft der Herren wurde in einem Rundenturnier (Round Robin) zwischen den Mannschaften aus Schottland, Kanada, den Vereinigten Staaten, Deutschland, Schweden, England, der Schweiz, Dänemark, Frankreich und Debütant Australien ausgespielt. 
Die Spiele wurden auf zehn Ends angesetzt.
Im dritten Finale hintereinander für den Titelverteidiger Schottland unterlag man diesmal den Schweizer Eidgenossen mit 3:6 Steinen in neun Ends. Die Schweiz wurde zum dritten Mal Curling-Weltmeister. Da es kein Spiel um den dritten Platz gab, erhielten die beiden Halbfinalverlierer Kanada und den Vereinigten Staaten eine Bronzemedaille.

## Teilnehmende Nationen
| Australien | Deutschland | England | Finnland | Frankreich |
| --- | --- | --- | --- | --- |
| Melbourne CC, Melbourne Skip: Hugh Millikin Third: Tom Kidd Second: Dan Petryk Lead: Daniel Joyce Ersatz: Stephen Hewitt | Münchener EV, München Skip: Rodger Gustaf Schmidt Third: Wolfgang Burba Second: Hans-Joachim Burba Lead: Bernhard Mayr Ersatz: Martin Beiser | Wigan CC / Haigh CC, Wigan Skip: Alistair Burns Third: Neil Hardie Second: Martyn Deakin Lead: Stephen Watt Ersatz: Ian Coutts             | Hyvinkää CC, Hyvinkää Skip: Jussi Uusipaavalniemi Third: Jori Aro Second: Markku Uusipaavalniemi Lead: Mikko Orrainen Ersatz: Juhani Heinonen | Megève CC, Megève Skip: Christophe Boan Third: Thierry Mercier Second: Spencer Mugnier Lead: Gerard Ravello              |
| Kanada | Schottland | Schweden | Schweiz | Vereinigte Staaten |
| Avonair CC, Edmonton, AB Skip: Kevin Martin Third: Kevin Park Second: Dan Petryk Lead: Don Bartlett Ersatz: Jules Owchar | Castle Kennedy CC, Stranraer Skip: Hammy McMillan Third: Norman Brown Second: Gordon Muirhead Lead: Roger McIntyre                           | Sollefteå CK, Sollefteå Skip: Mikael Hasselborg Third: Hans Nordin Second: Lars Vågberg Lead: Stefan Hasselborg Ersatz: Lars-Åke Nordström | Biel-Touring CC, Biel Skip: Markus Eggler Third: Frédéric Jean Second: Stefan Hofer Lead: Björn Schröder                                      | Madison CC, Madison, WI Skip: Doug Jones Third: Jason Larway Second: Joel Larway Lead: Tom Violette Ersatz: Mike Fraboni |

## Tabelle der Round Robin
| Schlüssel | Schlüssel                      |
| --------- | ------------------------------ |
|           | Qualifiziert für die Play-offs |
|           | Tie-Breaker                    |

| Platz | Team               | Spiele | Siege | Ndlg. |
| ----- | ------------------ | ------ | ----- | ----- |
| 1.    | Kanada             | 9      | 7     | 2     |
| 2.    | Vereinigte Staaten | 9      | 6     | 3     |
| 3.    | Schweiz            | 9      | 6     | 3     |
| 4.    | Schottland         | 9      | 5     | 4     |
| 5.    | Finnland           | 9      | 5     | 4     |
| 6.    | Australien         | 9      | 4     | 5     |
| 7.    | Schweden           | 9      | 4     | 5     |
| 8.    | England            | 9      | 4     | 5     |
| 8.    | Deutschland        | 9      | 2     | 7     |
| 10.   | Frankreich         | 9      | 2     | 7     |

## Ergebnisse der Round Robin

### Runde 1
| England | Australien |
| 4       | 9          |

| Kanada | Schweiz |
| 7      | 5       |

| Deutschland | Schottland |
| 2           | 5          |

| Vereinigte Staaten | Finnland |
| 6                  | 11       |

| Schweden | Frankreich |
| 7        | 6          |

### Runde 2
| Schweden | Schweiz |
| 4        | 7       |

| Deutschland | Frankreich |
| 8           | 7          |

| England | Finnland |
| 6       | 5        |

| Australien | Schottland |
| 5          | 8          |

| Kanada | Vereinigte Staaten |
| 3      | 2                  |

### Runde 3
| Kanada | Deutschland |
| 6      | 5           |

| Finnland | Australien |
| 6        | 8          |

| Schweden | Vereinigte Staaten |
| 7        | 9                  |

| England | Frankreich |
| 10      | 5          |

| Schweiz | Schottland |
| 5       | 4          |

### Runde 4
| Frankreich | Finnland |
| 4          | 7        |

| Vereinigte Staaten | England |
| 6                  | 8       |

| Australien | Schweden |
| 9          | 6        |

| Schweiz | Deutschland |
| 7       | 6           |

| Schottland | Kanada |
| 7          | 5      |

### Runde 5
| Deutschland | England |
| 11          | 6       |

| Schottland | Schweden |
| 6          | 4        |

| Frankreich | Schweiz |
| 7          | 4       |

| Vereinigte Staaten | Australien |
| 9                  | 4          |

| Finnland | Kanada |
| 5        | 8      |

### Runde 6
| Schottland | Vereinigte Staaten |
| 2          | 4                  |

| Frankreich | Kanada |
| 4          | 5      |

| Finnland | Schweden |
| 9        | 3        |

| Deutschland | Australien |
| 2           | 11         |

| England | Schweiz |
| 5       | 7       |

### Runde 7
| Australien | Kanada |
| 2          | 8      |

| Schottland | Frankreich |
| 9          | 5          |

| Vereinigte Staaten | Deutschland |
| 8                  | 5           |

| Schweiz | Finnland |
| 6       | 4        |

| Schweden | England |
| 8        | 7       |

### Runde 8
| Finnland | Schottland |
| 9        | 7          |

| Schweden | Deutschland |
| 6        | 4           |

| Kanada | England |
| 10     | 6       |

| Schweiz | Vereinigte Staaten |
| 5       | 8                  |

| Frankreich | Australien |
| 8          | 7          |

### Runde 9
| Vereinigte Staaten | Frankreich |
| 9                  | 8          |

| England | Schottland |
| 5       | 4          |

| Australien | Schweiz |
| 4          | 7       |

| Kanada | Schweden |
| 4      | 6        |

| Deutschland | Finnland |
| 8           | 9        |

## Tie-Breaker
Die punktgleichen Mannschaften aus Finnland und Schottland spielten den letzten offenen Platz für das Halbfinale aus.
| Finnland | Schottland |
| 3        | 5          |

## Play-off

### Turnierbaum
|  | Halbfinale | Halbfinale         | Halbfinale |  |  | Finale | Finale     | Finale |
|  |            |                    |            |  |  |        |            |        |
|  |            |                    |            |  |  |        |            |        |
|  | 1          | Kanada             | 3          |  |  |        |            |        |
|  | 4          | Schottland         | 4          |  |  |        |            |        |
|  |            |                    |            |  |  | 4      | Schottland | 3      |
|  |            |                    |            |  |  | 3      | Schweiz    | 6      |
|  | 2          | Vereinigte Staaten | 6          |  |  |        |            |        |
|  | 3          | Schweiz            | 8          |  |  |        |            |        |
|  |            |                    |            |  |  |        |            |        |

### Halbfinale
| Kanada | Schottland |
| 3      | 4          |

| Vereinigte Staaten | Schweiz |
| 6                  | 8       |

### Finale
| Team       |  | 1 | 2 | 3 | 4 | 5 | 6 | 7 | 8 | 9 | 10 | Gesamt |
| ---------- |  | - | - | - | - | - | - | - | - | - | -- | ------ |
| Schweiz    |  | 2 | 0 | 1 | 0 | 0 | 0 | 2 | 0 | 1 | X  | 6      |
| Schottland |  | 0 | 1 | 0 | 1 | 0 | 0 | 0 | 1 | 0 | X  | 3      |

## Endstand
| Platz | Land               |
| ----- | ------------------ |
| 1     | Schweiz            |
| 2     | Schottland         |
| 3     | Kanada             |
| 3     | Vereinigte Staaten |
| 5     | Finnland           |
| 6     | Australien         |
| 7     | Schweden           |
| 8     | England            |
| 9     | Deutschland        |
| 10    | Frankreich         |